# Maneva
Maneva é uma banda musical brasileira de reggae formada em 2005 na cidade de São Paulo. É composta por Tales de Polli (vocal), Felipe Sousa (guitarra), Fernando Gato (baixo), Fabinho Araújo (bateria) e Diego Andrade (percussão).
O nome da banda é de origem africana e significa "prazer".
Com 18 anos de carreira, o grupo possui quinze álbuns, entre estúdio e ao vivo. Possuem 1 single diamante, 1 single platina duplo, 1 disco de platina, 4x singles de platina, 3x singles de ouro e 1 disco de ouro.

## Carreira
Em 2019, em homenagem aos 6 anos da morte de Chorão, vocalista do Charlie Brown Jr., regravaram um dos sucessos da banda, "Zoio de Lula" que conta com a participação do rapper Hungria Hip Hop, do cantor Marcelo D2, e da banda Nação Zumbi.
Em 2021, sua música "Lágrimas de Alegria", em parceria com Natiruts, foi indicada ao Grammy Latino de Melhor Canção em Língua Portuguesa.
Em 8 de junho de 2023, reuniram 10 mil pessoas no show de gravação do DVD Tudo Vira Reggae Ao Vivo. Em 10 de agosto do mesmo ano, lançam o trabalho, que reúne releituras de composições clássicas da música brasileira ao ritmo do reggae, com duetos com Marcelo Falcão, Toni Garrido, Felipe Araújo e Vitor Kley.

## Discografia

### Álbuns de estúdio
| Álbum        | Detalhes                                                                                             |
| ------------ | --- |
| Maneva       | - Lançamento: 2006 - Formatos: CD, download digital - Gravadora: Independente                        |
| Tempo de Paz | - Lançamento: 2009 - Formatos: CD, download digital - Gravadora: Independente                        |
| Teu Chão     | - Lançamento: 2012 - Formatos: CD, download digital - Gravadora: Independente                        |
| #SomosManeva | - Lançamento: 13 de novembro de 2015 - Formatos: CD, DVD, download digital - Gravadora: Independente |

### Álbuns ao vivo
| Álbum                       | Detalhes                                                                                                | Vendas         | Certificações  |
| --------------------------- | --- | -------------- | -------------- |
| Maneva 8 Anos ao Vivo       | - Lançamento: 2013 - Formatos: CD, DVD, download digital - Gravadora: Independente                      |                |                |
| Maneva ao Vivo em São Paulo | - Lançamento: 24 de março de 2017 - Formatos: CD, DVD, download digital - Gravadora: Universal Music    | - PMB : 80.000 | - PMB: Platina |
| Acústico na Casa do Lago    | - Lançamento: 28 de setembro de 2018 - Formatos: CD, DVD, download digital - Gravadora: Universal Music |                |                |

### EPs
| Álbum             | Detalhes                                                                                         |
| ----------------- | ------------------------------------------------------------------------------------------------ |
| Cinco Cabeças     | - Lançamento: 20 de março de 2014 - Formatos: EP, download digital - Gravadora: Independente     |
| Maneva: Acústicas | - Lançamento: 5 de agosto de 2016 - Formatos: EP, download digital - Gravadora: Independente     |
| O Cabeça de Folha | - Lançamento: 9 de janeiro de 2020 - Formatos: EP, download digital - Gravadora: Universal Music |

### Singles

#### Como artista principal
| Título                                    | Ano  | Certificações  | Álbum                         |
| ----------------------------------------- | ---- | -------------- | ----------------------------- |
| "Daquele Jeito"                           | 2006 |                | Maneva                        |
| "Meu Pai É Rastafari"                     | 2006 |                | Maneva                        |
| "Não Vai Dizer Que Não"                   | 2009 |                | Tempo de Paz                  |
| "Moleque de Favela"                       | 2009 |                | Tempo de Paz                  |
| "Saudades do Tempo"                       | 2009 |                | Tempo de Paz                  |
| "Lembranças"                              | 2012 |                | Teu Chão                      |
| "Luz Que Me Traz Paz"                     | 2012 |                | Teu Chão                      |
| "Pisando Descalço"                        | 2012 |                | Teu Chão                      |
| "Nossas Vozes: O Gigante Acordou"         | 2013 |                | Não adicionado a nenhum álbum |
| "O Destino Não Quis"                      | 2015 |                | #Somosmaneva                  |
| "Seja Pra Mim"                            | 2017 | - PMB: Platina | Ao Vivo em São Paulo          |
| "Sem Jeito"                               | 2018 | - PMB: Platina | Acústico Na Casa do Lago      |
| "Tô de Pé"                                | 2018 | - PMB: Ouro    | Acústico Na Casa do Lago      |
| "Mil Promessas" (part. Onze:20)           | 2018 |                | Acústico Na Casa do Lago      |
| "Corre Pro Meu Mar" (part. Gabriel Elias) | 2018 |                | Acústico Na Casa do Lago      |
| "O Tempo"                                 | 2019 |                | Não adicionado a nenhum álbum |
| "Nós do Bonfim"(part. Vitor Kley)         | 2020 |                | O Cabeça de Folha             |